# 클린앤클리어
클린앤클리어(Clean&clear)는 피부 트러블 전용의 존슨앤드존슨의 브랜드이다. 10대 전용 화장품 브랜드로 널리 알려져 있다.